# Stenalcidia erosiata
Stenalcidia erosiata är en fjärilsart som beskrevs av Walker 1862. Stenalcidia erosiata ingår i släktet Stenalcidia och familjen mätare. Inga underarter finns listade i Catalogue of Life.